# Józef Lewicki (duchowny)
Józef Lewicki OSBM (zm. 15 czerwca 1730 w Poczajowie) – duchowny greckokatolicki, bazylianin. W latach 1700–1710 superior bazyliańskiego monasteru w Chełmie, archimandryta żydyczyński, unicki biskup chełmski od 1711. Zarządzał unicką diecezją  łucką (1711–1715) i włodzimierską (1730).
Był synem Bazylego herbu Rogala.
Był uczestnikiem synodu zamojskiego w 1720 roku.
Pochowany w Chełmie.